# Anže Peharc

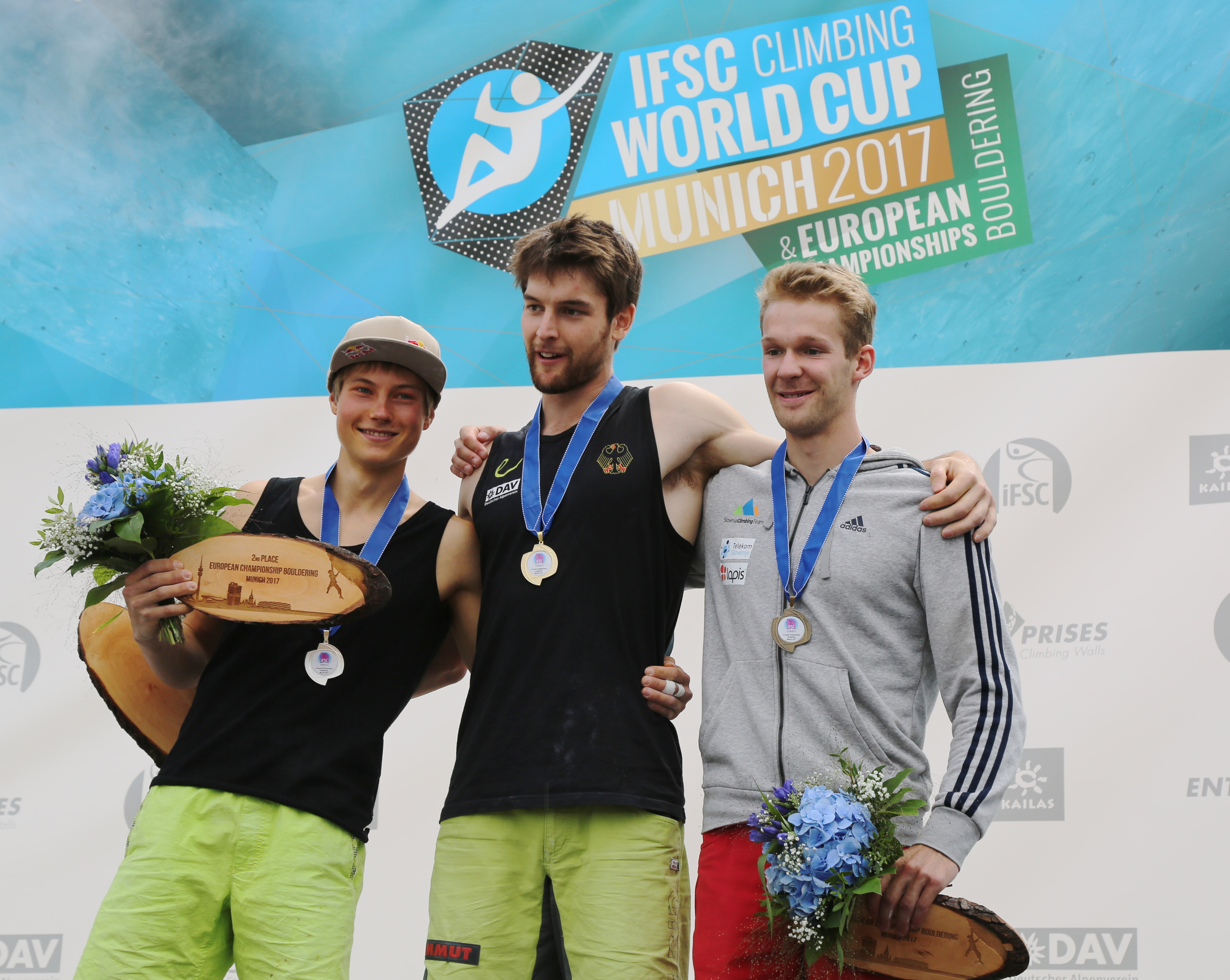
ME 2017. Podium w boulderingu. Od lewej stoją; Alexander Megos (2 m.), Jan Hojer (1 m.) oraz Anže Peharc (3 m.)

Anže Peharc (ur. 29 lipca 1997 w Kranju) – słoweński wspinacz sportowy. Specjalizuje się w boulderingu, prowadzeniu oraz we wspinaczce łącznej. Brązowy medalista mistrzostw Europy we wspinaczce sportowej w boulderingu z 2017 roku.

## Kariera sportowa
W zawodach wspinaczkowych, które odbyły się na mistrzostwach Europy w 2017 w Monachium wywalczył brązowy medal w konkurencji boulderingu.
W 2019 w japońskim Hachiōji wywalczył 21. miejsce na mistrzostwach świata w boulderingu, a zajęcie 44. miejsca w klasyfikacji generalnej wspinaczki łącznej nie zapewniło mu bezpośrednich kwalifikacji na igrzyskaka olimpijskie w Tokio we wspinaczce sportowej.
W Tuluzie na światowych kwalifikacjach do igrzysk olimpijskich zajął dwudzieste pierwsze miejsce, które również nie zapewniało mu awansu na IO 2020.

## Osiągnięcia

### Mistrzostwa świata
| Konkurencje        | 2018 | 2019 |
| Bouldering         | 53   | 21   |
| Prowadzenie        | –    | 42   |
| Wspinaczka na czas | –    | 76   |
| Wspinaczka łączna  | –    | 44   |

### Mistrzostwa Europy
| Konkurencje | 2017 |
| Bouldering  | 3    |